# テイラー・ゴールド
テイラー・ゴールド（Taylor Gold、1993年11月17日 - ）は、アメリカ合衆国、コロラド州スティームボートスプリングス出身の男性スノーボード選手。

## 人物
コロラド州スティームボートスプリングス出身のユダヤ人、父・ケン・ゴールドは元モーグル選手。同じスノーボードハーフパイプ選手のアリエル・ゴールドは妹。
2002年ソルトレークシティオリンピックでスノーボードに興味を持ち、9歳で試合に転戦する。
2009年-2010年シーズンは4月のUSSA全米選手権で準優勝。
2011年-2012年シーズンは4月USSA全米選手権で優勝、ヴァルマレンコで行われたはFISジュニアワールドカップで準優勝。
2013年-2014年シーズンは3月USSA全米選手権で準優勝、12月コッパーマウンテンで行われたFISワールドカップ初優勝。ソチオリンピックでは準決勝敗退。ソチ直後のバートンUSオープンで優勝。

## 主な戦績
HP=ハーフパイプ  SS=スロープスタイル
- Revolution Tour HP 1位（2009年）
- バートン AM シリーズ HP 1位（2010年）
- USSA全米選手権 HP 2位（2011年）
- US Revolution Tour HP 1位（2011年）
- USSA全米選手権 HP 1位（2011年）
- DEW TOUR HP 3位（2013年）
- US Snowboarding Grand Prix HP 1位（2013年）
- USSA全米選手権 HP 2位（2013年）
- FISワールドカップカルドローナ大会（2013年）
- バートンUSオープン（2014年）
- US Revolution Tour HP 1位（2014年）
- US Revolution Tour HP 2位（2015年）

ほか